# Anguliphantes cerinus
Anguliphantes cerinus är en spindelart som först beskrevs av Ludwig Carl Christian Koch 1879.  Anguliphantes cerinus ingår i släktet Anguliphantes och familjen täckvävarspindlar. Inga underarter finns listade i Catalogue of Life.